# Junta Estatal de Examinadores de Dentistas de Texas

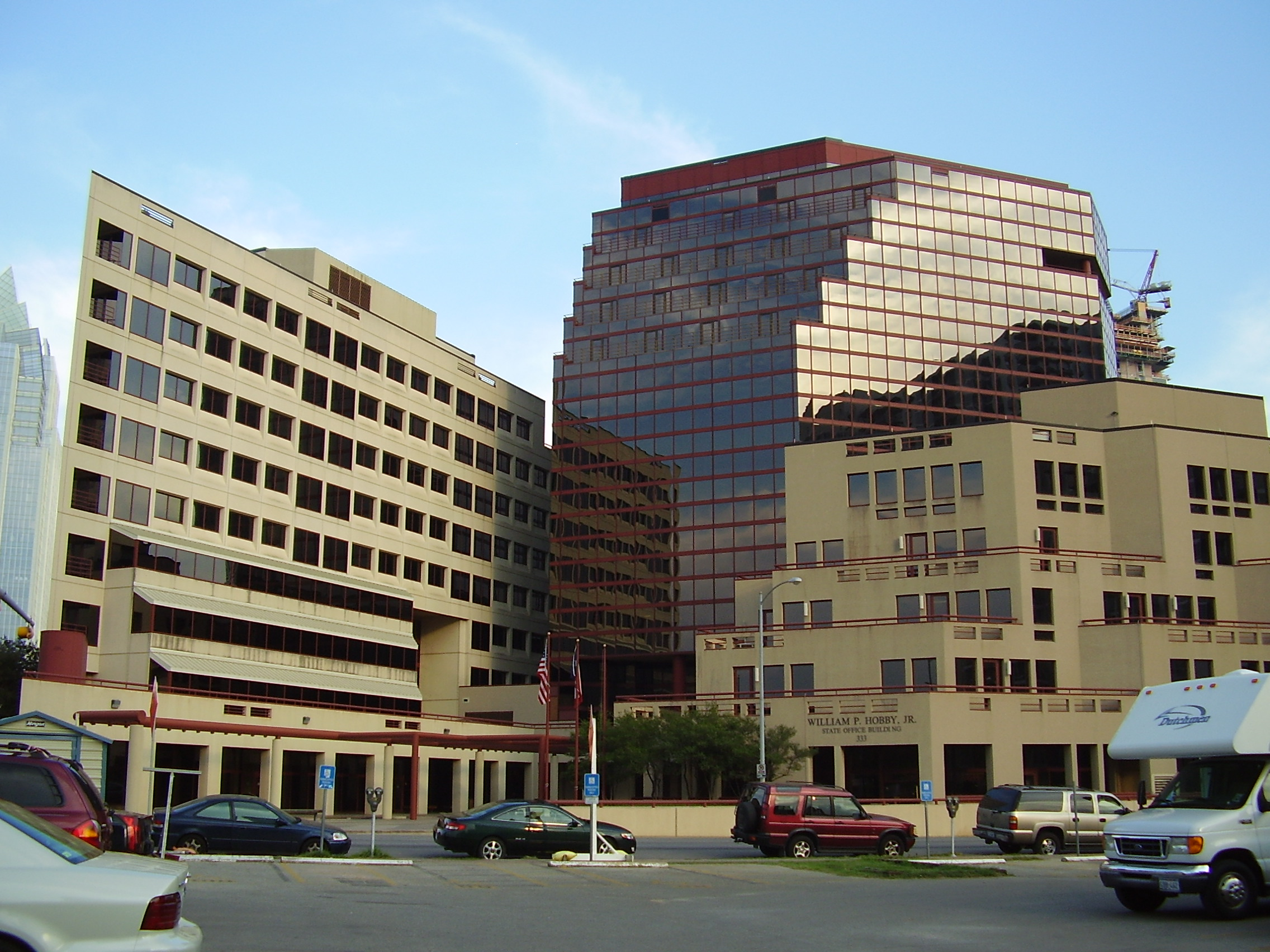
El William P. Hobby State Office Building tiene la sede del SBDE

La Junta Estatal de Examinadores de Dentistas de Texas (Texas State Board of Dental Examiners, SBDE) es una agencia del estado de Texas en los Estados Unidos. Tiene su sede en la sala 800 en el torre tres del William P. Hobby State Office Building en Downtown Austin. La junta regula odontología y las clínicas dentales de Texas. La agencia tiene una sección ejecutiva con cinco empleados, una sección de administración, finanzas y personal con dos empleados, una sección de licencias con seis empleados, una sección de ejecución con catorce empleados y una sección legal con siete empleados. La junta tiene 15 miembros.